# Jiddischtalige Wikipedia
De Jiddischtalige Wikipedia (Jiddisch: וויקיפעדיע) is een uitgave in de Jiddische taal van de online encyclopedie Wikipedia.
De Jiddische Wikipedia ging op 3 maart 2004 van start, maar het eerste artikel werd pas 28 november van dat jaar geschreven. Anno 2018 zijn er meer dan 14.000 artikelen aangemaakt.

## Evolutie artikels
- 28 november 2004: 1
- 2009: 6000+
- 2018: 14.000+